# Wielka Wyspa Lachowska
Wielka Wyspa Lachowska (ros. Большой Ляховский остров) – największa wyspa w grupie Wysp Lachowskich w archipelagu Wysp Nowosyberyjskich.
Od stałego lądu wyspę oddziela Cieśnina Łaptiewa, a od Małej Wyspy Lachowskiej  – Cieśnina Eterikan. Powierzchnia wyspy wynosi około 4600 km². Najwyżej położony punkt – góra Emij-Tas (270 m).
Pierwszymi odkrywcami i badaczami wyspy byli rosyjscy Kozacy: Jakow Pierwiakow i Merkury Wagin.